# Pepinster
Pepinster is een plaats en gemeente in de Belgische provincie Luik. De gemeente telt ruim 9.000 inwoners. Pepinster ligt aan de samenvloeiing van de Hoëgne en de Vesder.

## Geschiedenis
Pepinster behoorde tot 1795 tot het markgraafschap Franchimont binnen het prinsbisdom Luik. Na de inlijving bij Frankrijk behoorde het bij de gemeente Theux, een situatie die gehandhaafd bleef tijdens het Verenigd Koninkrijk der Nederlanden en in het Koninkrijk België. In 1848 werd Pepinster afgesplitst als zelfstandige gemeente. De huidige gemeente bestaat uit Pepinster zelf en de deelgemeenten Cornesse (sinds 1965), Wegnez en Soiron (beide sinds 1977).
Pepinster bezat vanouds, door zijn ligging aan twee snelstromende riviertjes, veel watermolens. In de 18e eeuw werden vier watermolens geschikt gemaakt voor de textielindustrie, die in het gebied rondom Verviers een grote bloei doormaakte. Een van de grootste bedrijven in de 19e eeuw was de lakenfabriek van Lieutenant & Peltzer. Deze kwam in 1921 in handen van de broers Jules (II) en Georges Regout, zonen van de Maastrichtse wolfabrikant Jules I Regout. Beide zonen waren getrouwd met de zussen Adrienne en Jeanne Lieutenant, dochters van de fabriekseigenaar Alfred Lieutenant. Onder de naam Textile de Pepinster maakte het bedrijf in de 20e eeuw een nieuwe bloeiperiode door. In 1962 werd het bedrijf overgenomen door een Duitse investeerder, maar in 1975 volgde het faillissement. De fabriek sloot in 1976, waarbij circa 300 werknemers hun baan verloren. In 2012 werd een deel van de gebouwen gesloopt, maar de art-decofaçade langs de Vesder is een beschermd industrieel monument.
Pepinster werd zwaar getroffen door de overstromingen van juli 2021, en behoorde tot de 10 meest getroffen gemeenten. Zowel de Vesder als de Hoëgne traden buiten hun oevers en veroorzaakten verwoestende water- en modderstromen. Diverse huizen stortten in en minstens vijf mensen kwamen om het leven. Anderen konden pas na twee dagen van de daken van hun huizen worden gered. Velen raakten dakloos. De materiële schade was enorm. Na de ramp bezochten onder anderen koning Filip en koningin Mathilde, premier Alexander De Croo en Europees Commissievoorzitter Ursula von der Leyen het stadje. Een half jaar na de overstromingen waren nog honderden inwoners afhankelijk van noodhulp en leefden in deels verwoeste huizen zonder gas en elektriciteit.

## Kernen

### Deelgemeenten
| # | Naam      | Opp. (km²) | Inwoners (2020) | Inwoners per km² | NIS-code   |
| - | --------- | ---------- | --------------- | ---------------- | ---------- |
| 1 | Pepinster | 10,98      | 3.334           | 304              | 63058A     |
| 2 | Cornesse  | 4,83       | 2.186           | 452              | 63058A5-A6 |
| 3 | Soiron    | 4,21       | 841             | 200              | 63058B     |
| 4 | Wegnez    | 4,86       | 3.332           | 686              | 63058C     |

## Demografische ontwikkeling

### Demografische evolutie voor de fusie
- Bron:NIS - Opm:1831 t/m 1970=volkstellingen op 31 december
- 1970: Aanhechting van Cornesse in 1965

### Demografische ontwikkeling van de fusiegemeente
Alle historische gegevens hebben betrekking op de huidige gemeente, inclusief deelgemeenten, zoals ontstaan na de fusie van 1 januari 1977.
- Bronnen:NIS, Opm:1831 tot en met 1981=volkstellingen; 1990 en later= inwonertal op 1 januari

| Inwoners van jaar tot jaar op 1 januari 1992 tot heden | Inwoners van jaar tot jaar op 1 januari 1992 tot heden | Inwoners van jaar tot jaar op 1 januari 1992 tot heden |
| jaar                                                   | Aantal                                                 | Evolutie: 1992=index 100                               |
| ------------------------------------------------------ | ------------------------------------------------------ | ------------------------------------------------------ |
| 1992                                                   | 9.056                                                  | 100,0                                                  |
| 1993                                                   | 9.103                                                  | 100,5                                                  |
| 1994                                                   | 9.162                                                  | 101,2                                                  |
| 1995                                                   | 9.127                                                  | 100,8                                                  |
| 1996                                                   | 9.080                                                  | 100,3                                                  |
| 1997                                                   | 9.129                                                  | 100,8                                                  |
| 1998                                                   | 9.175                                                  | 101,3                                                  |
| 1999                                                   | 9.238                                                  | 102,0                                                  |
| 2000                                                   | 9.292                                                  | 102,6                                                  |
| 2001                                                   | 9.331                                                  | 103,0                                                  |
| 2002                                                   | 9.325                                                  | 103,0                                                  |
| 2003                                                   | 9.395                                                  | 103,7                                                  |
| 2004                                                   | 9.439                                                  | 104,2                                                  |
| 2005                                                   | 9.494                                                  | 104,8                                                  |
| 2006                                                   | 9.560                                                  | 105,6                                                  |
| 2007                                                   | 9.574                                                  | 105,7                                                  |
| 2008                                                   | 9.582                                                  | 105,8                                                  |
| 2009                                                   | 9.667                                                  | 106,7                                                  |
| 2010                                                   | 9.669                                                  | 106,8                                                  |
| 2011                                                   | 9.714                                                  | 107,3                                                  |
| 2012                                                   | 9.726                                                  | 107,4                                                  |
| 2013                                                   | 9.746                                                  | 107,6                                                  |
| 2014                                                   | 9.759                                                  | 107,8                                                  |
| 2015                                                   | 9.771                                                  | 107,9                                                  |
| 2016                                                   | 9.703                                                  | 107,1                                                  |
| 2017                                                   | 9.807                                                  | 108,3                                                  |
| 2018                                                   | 9.765                                                  | 107,8                                                  |
| 2019                                                   | 9.772                                                  | 107,9                                                  |
| 2020                                                   | 9.693                                                  | 107,0                                                  |
| 2021                                                   | 9.615                                                  | 106,2                                                  |
| 2022                                                   | 9.285                                                  | 102,5                                                  |
| 2023                                                   | 9.280                                                  | 102,5                                                  |
| 2024                                                   | 9.274                                                  | 102,4                                                  |
| 2025                                                   | 9.294                                                  | 102,6                                                  |

## Bezienswaardigheden
- Sint-Antonius Abtkerk (Église Saint-Antoine l'Ermite), 1893-99;
- Raadhuis in neoclassicistische stijl, ontworpen door Julien en Denis-Joseph Rémont en Charles-Auguste Vivroux;
- Art-decofaçade van voormalige textielfabriek S.A. Textile de Pepinster;[7]
- Ten zuidwesten van Pepinster ligt het fort Tancrémont, een van de forten rond de stad Luik.

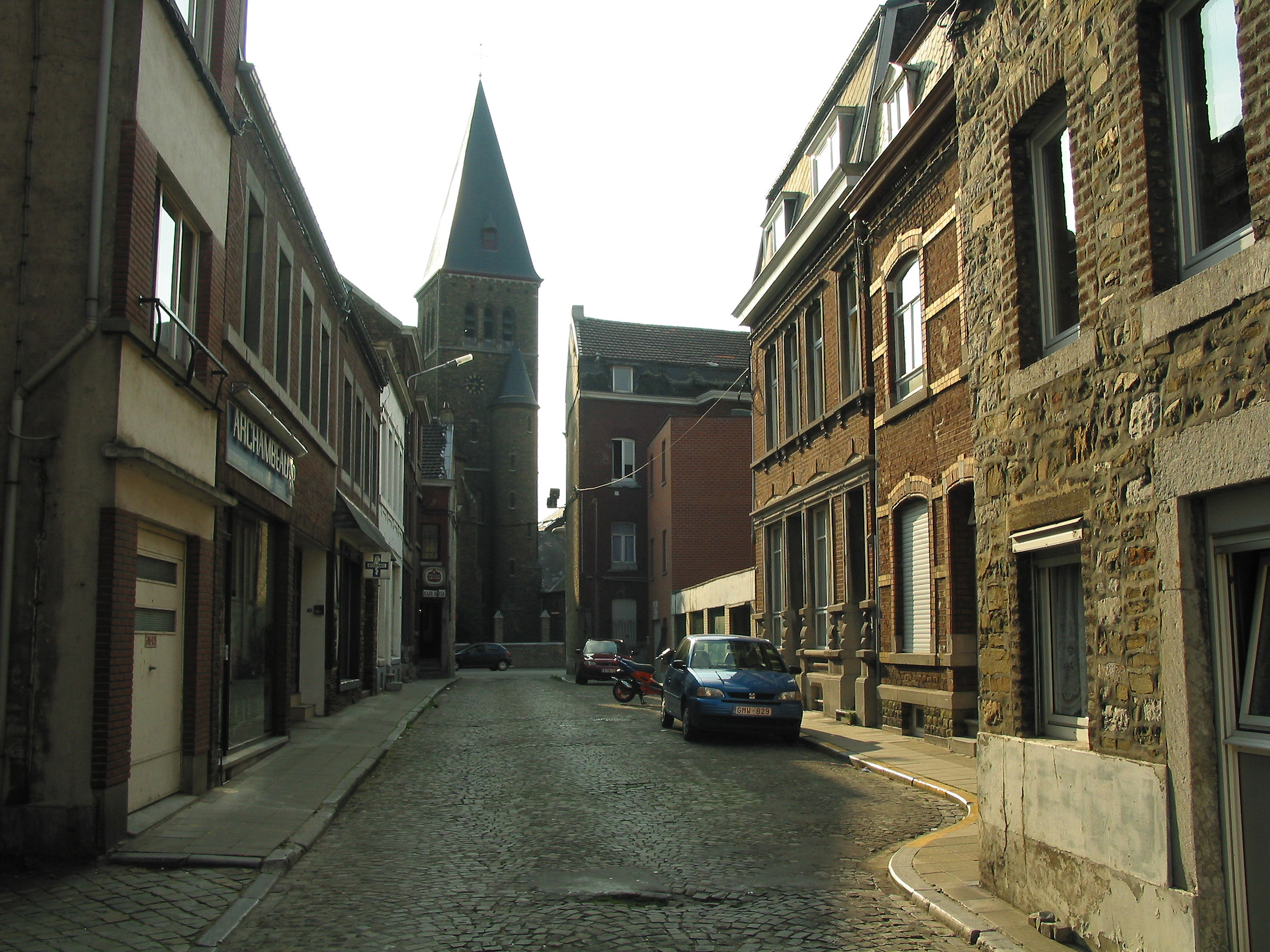
Rue Louis Formatin en Sint-Antonius Abtkerk
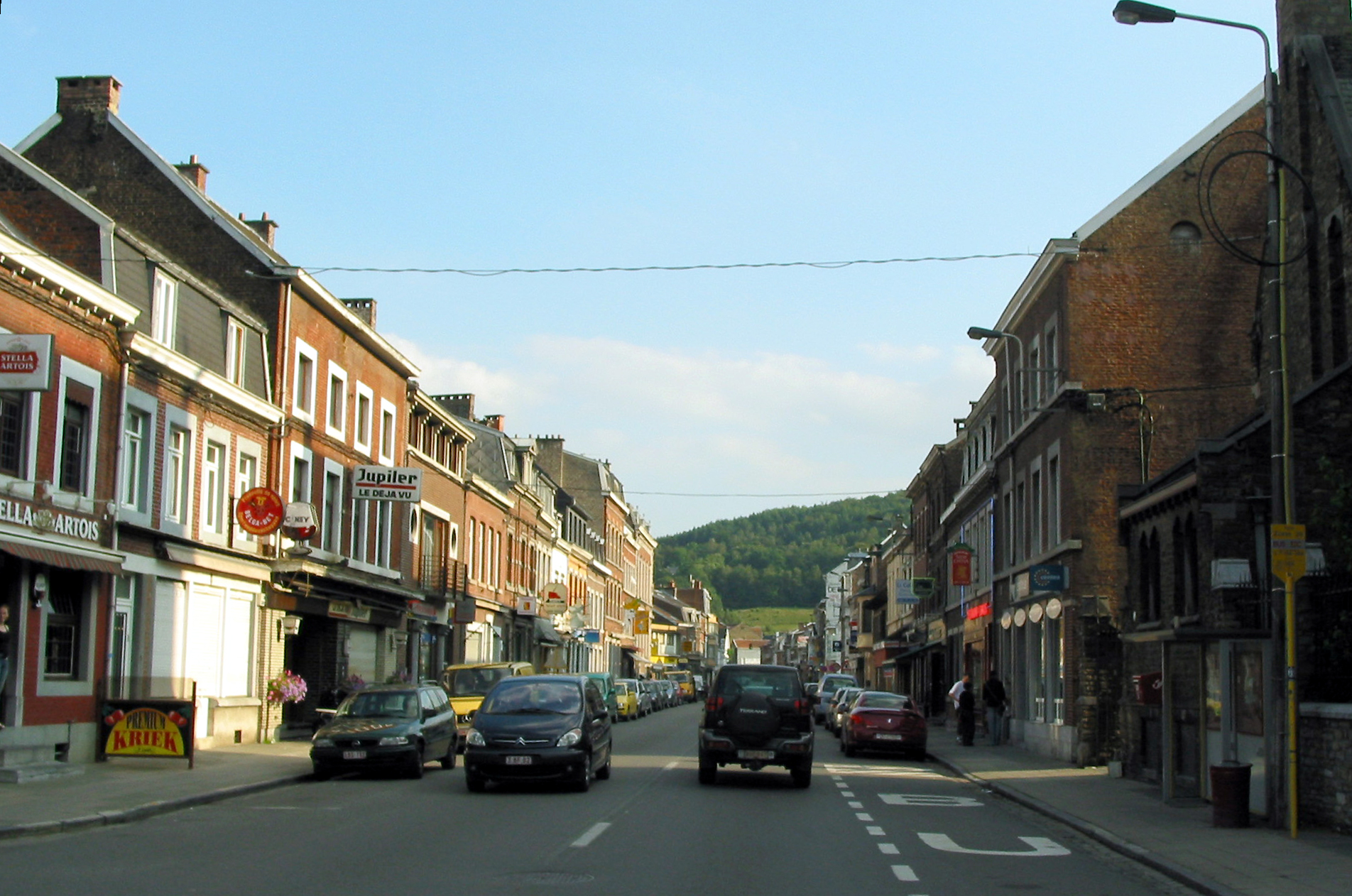
Rue Neuve, een van de hoofdstraten
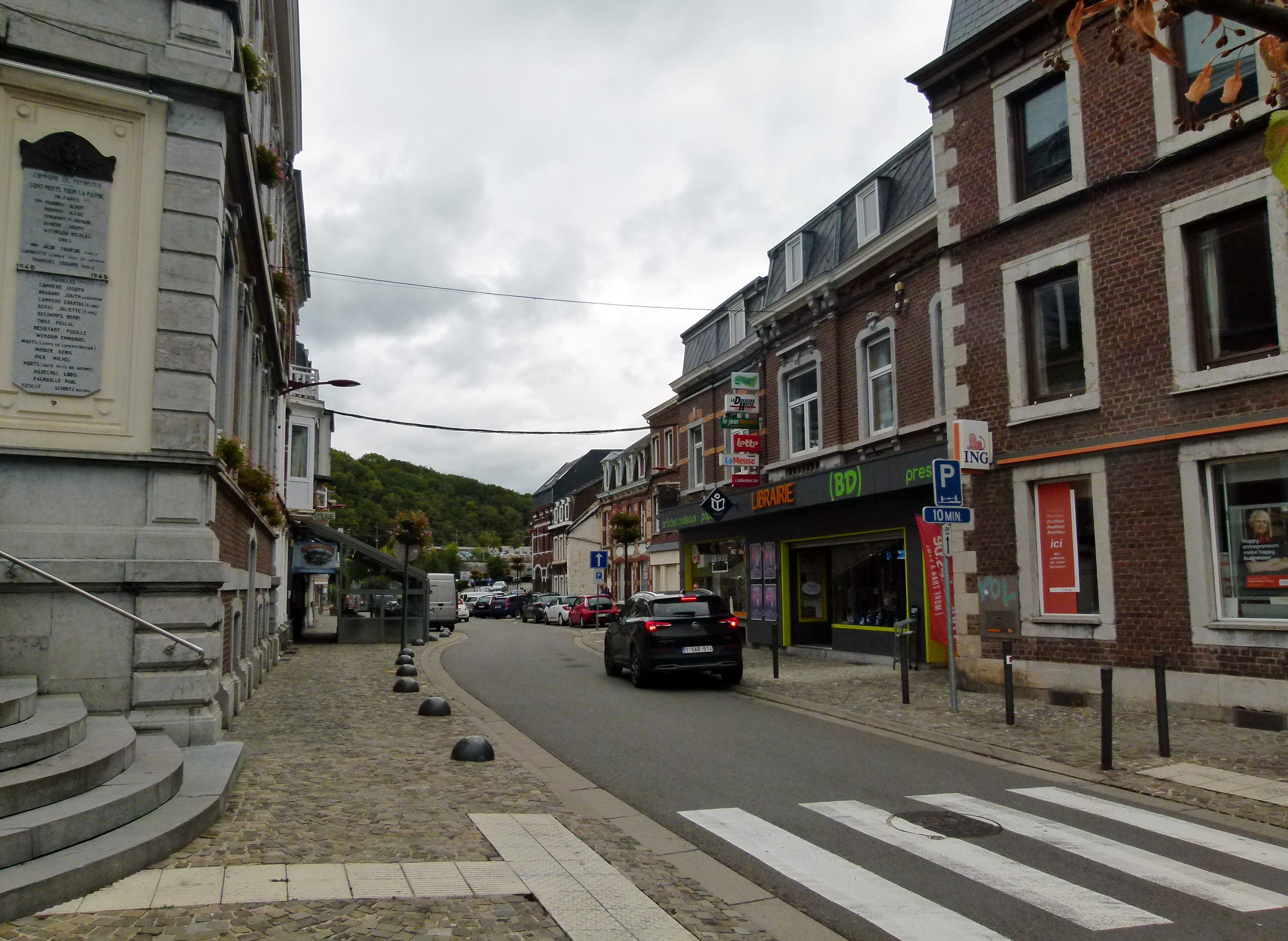
Rue Pépin
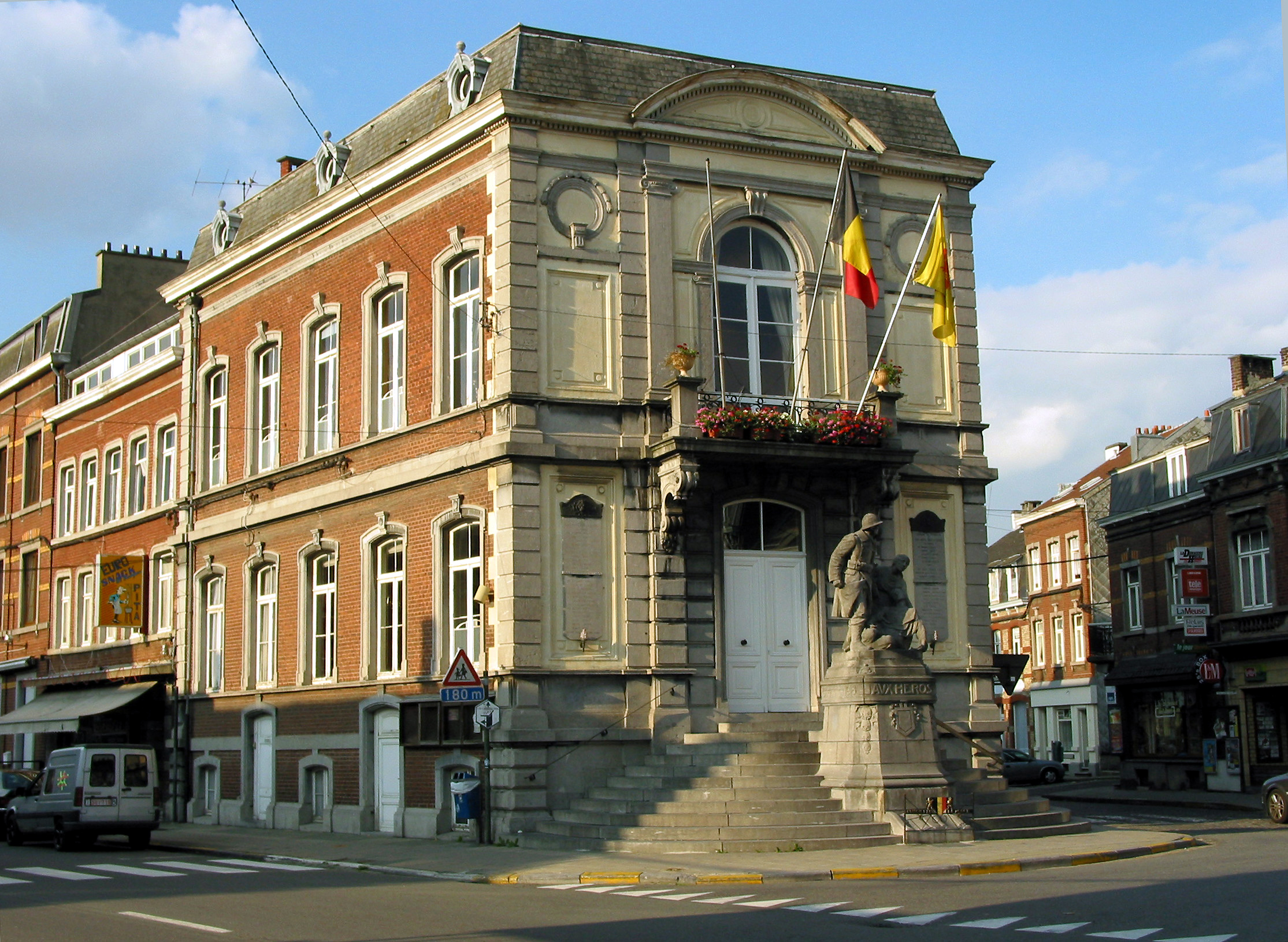
Raadhuis van Pepinster en oorlogsmonument
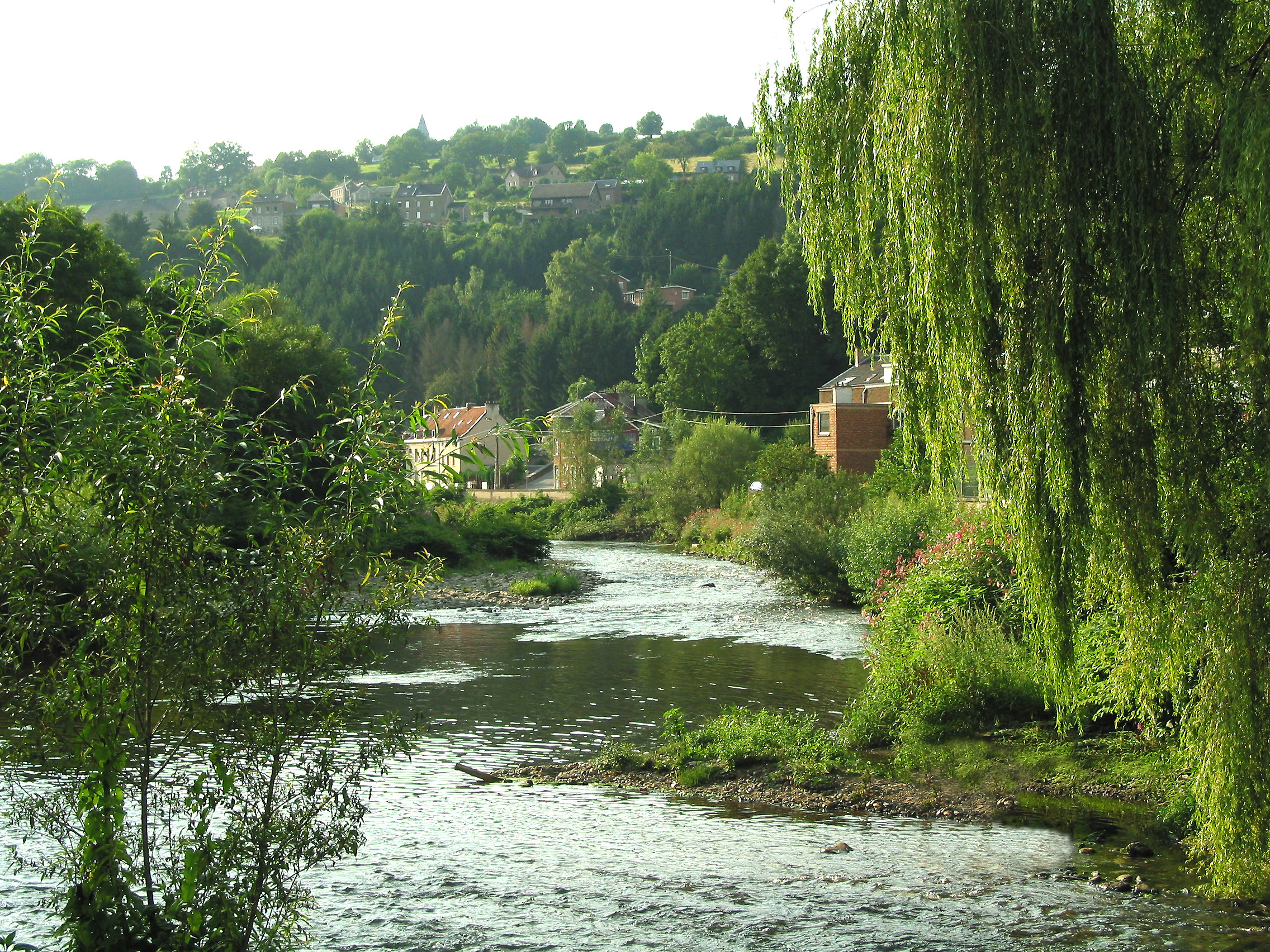
De Vesder nabij Pepinster
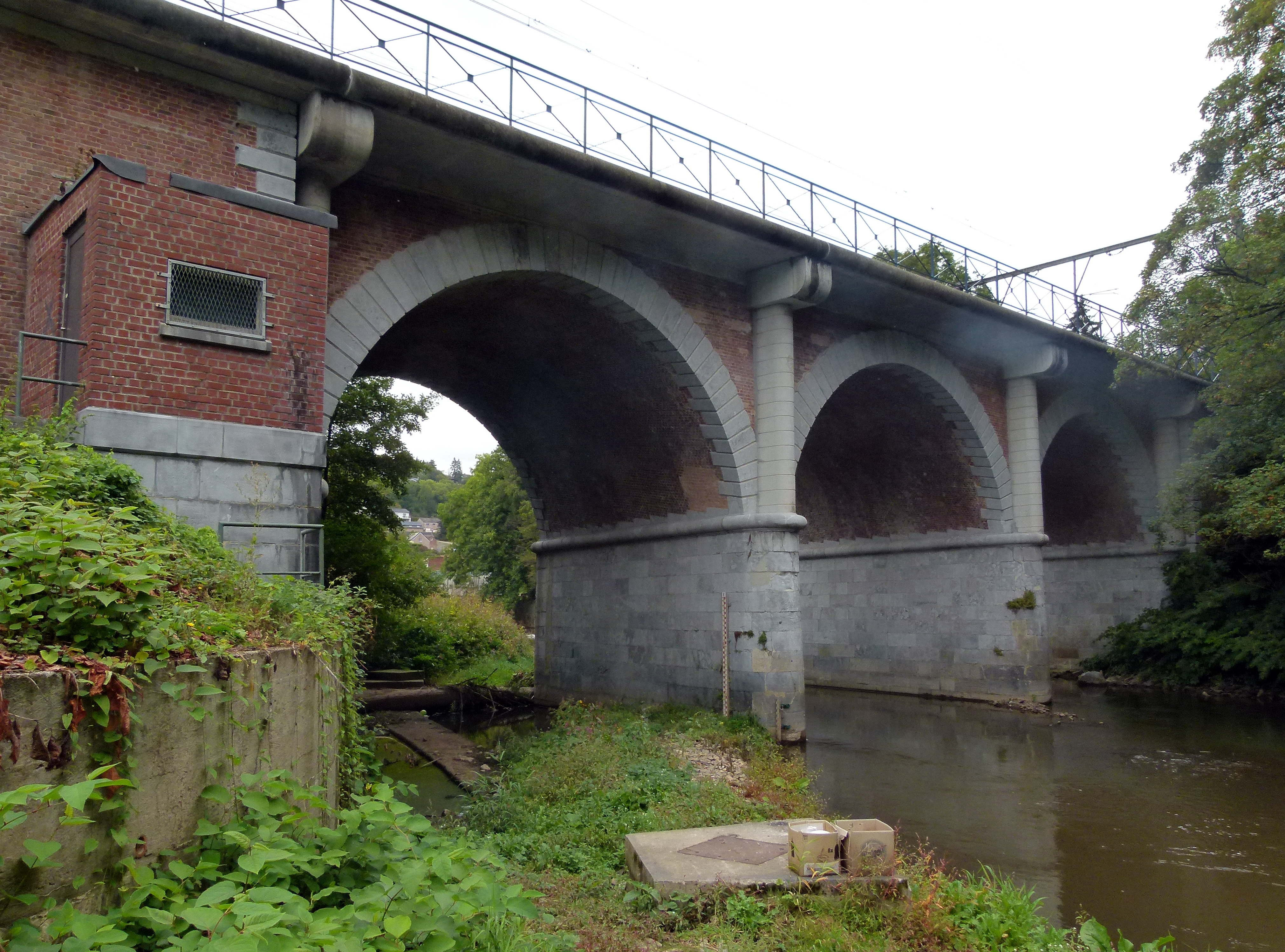
Spoorbrug over de Vesder
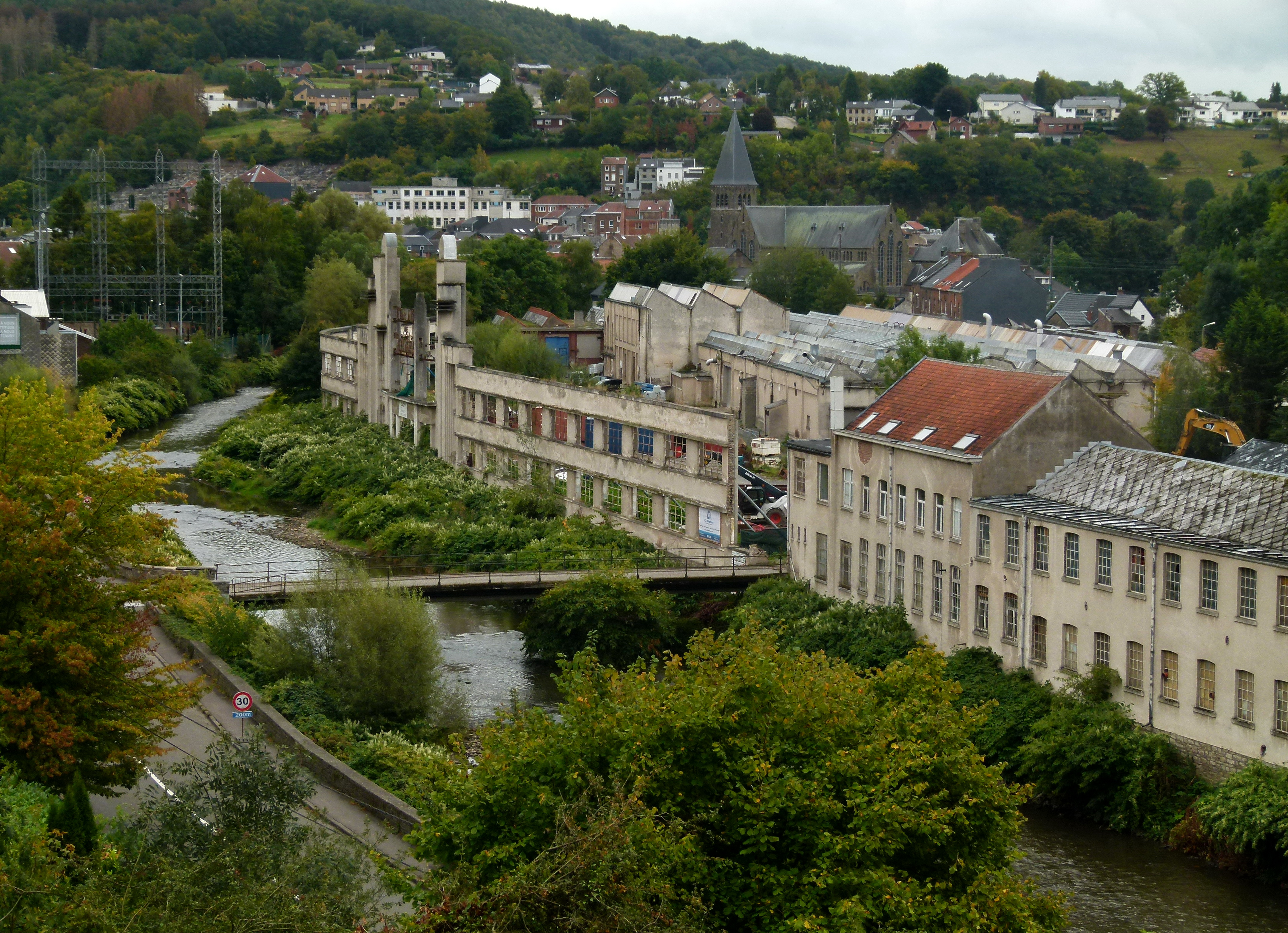
La Textile de Pepinster
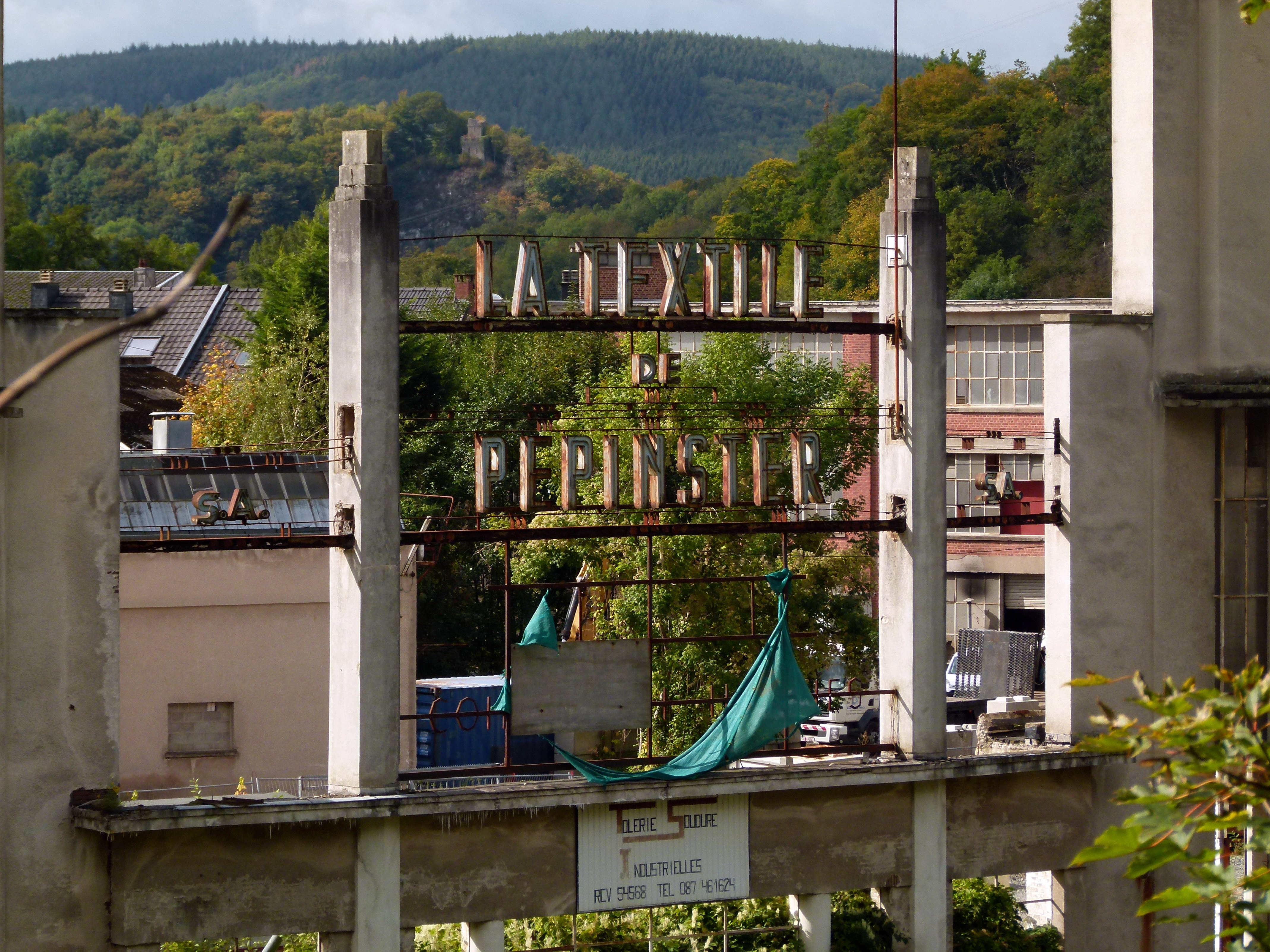
Idem, detail

## Politiek

### Resultaten gemeenteraadsverkiezingen sinds 1976
| Partij                                            | 10-10-1976 | 10-10-1976 | 10-10-1982 | 10-10-1982 | 9-10-1988 | 9-10-1988 | 9-10-1994 | 9-10-1994 | 8-10-2000 | 8-10-2000 | 8-10-2006 | 8-10-2006 | 14-10-2012 | 14-10-2012 | 14-10-2018 | 14-10-2018 | 13-10-2024 | 13-10-2024 |
| Stemmen / Zetels                                  | %          | 19         | %          | 21         | %         | 21        | %         | 21        | %         | 21        | %         | 21        | %          | 21         | %          | 21         | %          | 21         |
| ------------------------------------------------- | ---------- | ---------- | ---------- | ---------- | --------- | --------- | --------- | --------- | --------- | --------- | --------- | --------- | ---------- | ---------- | ---------- | ---------- | ---------- | ---------- |
| PS1/ Ensemble2 / PS-Vivre Pep.3/ Vivre Pepinster4 | 30,861     | 7          | 33,121     | 8          | 41,091    | 9         | 41,061    | 10        | 35,31     | 8         | 35,361    | 8         | 24,372     | 5          | 21,553     | 4          | 15,604     | 2          |
| PSC1 /cdH2                                        | -          |            | 12,141     | 2          | -         |           | -         |           | -         |           | -         |           | 8,542      | 1          | -          |            | -          |            |
| IC1 / R.C.2 / RC-cdH3                             | 42,381     | 9          | 31,41      | 7          | 37,972    | 9         | 33,212    | 8         | 22,02     | 5         | 15,623    | 2         | -          |            | -          |            | -          |            |
| ECOLO1 / PEPINA/ ImpactS CitoyenS2                | -          |            | 7,071      | 1          | 7,561     | 1         | 9,271     | 1         | 18,211    | 3         | 49,03A    | 11        | 62,51A     | 15         | 66,89A     | 16         | 28,522     | 6          |
| PRL1 / A.C.2 / PEPINA                             | 18,771     | 3          | 16,271     | 3          | 13,381    | 2         | 14,71     | 2         | 21,852    | 5         | 49,03A    | 11        | 62,51A     | 15         | 66,89A     | 16         | 55,88A     | 13         |
| RW                                                | 2,96       | 0          | -          |            | -         |           | -         |           | -         |           | -         |           | -          |            | -          |            | -          |            |
| PCB                                               | 5,03       | 0          | -          |            | -         |           | -         |           | -         |           | -         |           | -          |            | -          |            | -          |            |
| FNB                                               | -          |            | -          |            | -         |           | -         |           | 2,65      | 0         | -         |           | -          |            | -          |            | -          |            |
| FCP                                               | -          |            | -          |            | -         |           | -         |           | -         |           | -         |           | 3,13       | 0          | -          |            | -          |            |
| DéFI                                              | -          |            | -          |            | -         |           | -         |           | -         |           | -         |           | -          |            | 11,57      | 1          | -          |            |
| Anderen(*)                                        | -          |            | -          |            | -         |           | 1,76      | 0         | -         |           | -         |           | 1,46       | 0          | -          |            | -          |            |
| Totaal stemmen                                    | 5901       | 5901       | 5991       | 5991       | 6129      | 6129      | 6212      | 6212      | 6210      | 6210      | 6428      | 6428      | 6326       | 6326       | 6531       | 6531       | 6020       | 6020       |
| Opkomst %                                         |            |            |            |            | 93,56     | 93,56     | 92,9      | 92,9      | 90,76     | 90,76     | 91,89     | 91,89     | 87,76      | 87,76      | 88,28      | 88,28      | 85,28      | 85,28      |
| Blanco en ongeldig %                              | 3,91       | 3,91       | 5,54       | 5,54       | 4,78      | 4,78      | 6,05      | 6,05      | 7,57      | 7,57      | 6,46      | 6,46      | 6,66       | 6,66       | 9,05       | 9,05       | 7,79       | 7,79       |

 (*)1994: SUD / 2012: NEW 

## Verkeer en vervoer
Het station Pepinster is een overstapstation. Hier takt spoorlijn 44 naar Spa af van de lijn Luik-Aken. Langs lijn 44 is er ook nog een minder vaak gebruikte onbemande halte Pepinster-Cité.
Op 28 januari 2011 om 10:30 raakten aan het station van Pepinster vier mensen lichtgewond door twee treinen die op elkaar botsten.
Tevens loopt door Pepinster de N61 waar de N666 op uitkomt. Aan de zuidzijde van de plaats komt op de N666 de N690 uit.

## Geboren
- Felix von Schumacher (1856-1916), Zwitsers ingenieur en politicus